# Kristian Vigenin
Kristian Ivanov Vigenin  (Bulgaars: Кристиан Иванов Вигенин) (Sofia, 12 juni 1975) is een Bulgaars politicus. Hij was minister van Buitenlandse Zaken in het kabinet-Oresjarski (2013–2014). Daarvoor is hij voor de Bulgaarse Socialistische Partij (BSP) lid geweest van achtereenvolgens de Nationale Vergadering en het Europees Parlement.

## Loopbaan
Vigenin voltooide in 1998 zijn opleiding internationale betrekkingen aan de Universiteit voor Nationale en Wereldeconomie in Sofia. Hij werkte van 1999 tot 2001 op het Bulgaarse ministerie van Financiën. Sinds 2000 maakt Vigenin deel uit van de nationale partijraad van de Bulgaarse Socialistische Partij. Na de parlementsverkiezingen van 2005 zetelde hij twee jaar lang in de Nationale Vergadering. Hij werd in 2007 lid van het Europees Parlement na de toetreding van Bulgarije tot de Europese Unie. Hij maakte onder meer deel uit van de commissie-Buitenlandse Zaken. Op 28 mei 2013 nam hij afscheid als Europarlementariër en een dag later werd hij minister van Buitenlandse Zaken in de regering van Plamen Oresjarski. Hij werd in het Europees Parlement op 7 juni 2013 vervangen door Maroesja Ljoebtsjeva. Op 6 augustus 2014 kwam, met het aantreden van een nieuwe regering, een einde aan Vigenins ministerschap. Zijn opvolger werd Daniel Mitov.